# グレーテル&ヘンゼル
『グレーテル&ヘンゼル』（原題: Gretel & Hansel）は、2020年に公開されたアメリカ合衆国のファンタジー映画である。監督はオズ・パーキンス、主演はソフィア・リリスが務めた。本作はグリム童話の『ヘンゼルとグレーテル』を原作としている。なお、本作はサム・リーキーの俳優デビュー作でもある。
本作は日本では劇場公開されず、ビデオスルーとして2021年3月19日に、発売元：ワーナー・ブラザース ホームエンターテイメント、販売元：NBCユニバーサル・エンターテイメントジャパンより、DVDレンタルが全国のゲオショップにて先行開始された。セルBlu-ray＆DVDの発売、デジタル配信の開始時期は未定である。

## 概略
中世ヨーロッパ。16歳のグレーテルは8歳になる弟のヘンゼルを連れ、食料探しのために森の中へ入ったところ、遭難してしまった。空腹と疲労で限界を迎えた頃、2人は森の奥でお菓子の家を発見した。家主のホルダは2人を温かく迎え入れたが、その正体は恐ろしい魔女であった。グレーテルは偶然出会った狩人に助けられつつ、ホルダの魔の手から逃れる道を探るのだった。

## キャスト
- ソフィア・リリス - グレーテル
- サム・リーキー - ヘンゼル
- チャールズ・ババロラ - 狩人
- アリス・クリーグ - 魔女ホルダ
  - ジェシカ・デ・ゴウ - 若い頃の魔女ホルダ

## 製作
2018年10月4日、オズ・パーキンス監督の新作映画にソフィア・リリスが出演することになったとの報道があった。11月6日、チャールズ・ババロラの出演が決まったと報じられた。同月、本作の主要撮影がアイルランドのダブリンで始まった。2019年4月、アリス・クリーグ、サム・リーキー、ジェシカ・デ・ゴウがキャスト入りした。12月11日、ロブが本作で使用される楽曲を手掛けるとの報道があった。
パーキンス監督はグレーテルを主人公にした理由について「我々は『ヘンゼルとグレーテル』に青春ストーリーの要素を取り込もうとしました。グレーテルをヘンゼルより年上にしたかったので、グレーテルを16歳、ヘンゼルを8歳ということにしました。本作のグレーテルにはヘンゼルを連れ回す傾向が原作以上に強くあります。そのことがどれだけヘンゼルの成長の妨げになっていることか。つまり、本作では、愛が時として他者の成長を妨げ得るということが描かれています」と述べている。

## マーケティング・興行収入
2019年8月26日、本作の劇中写真が初めて公開された。9月4日、本作のティーザー・トレイラーが公開された。2020年1月2日、本作のオフィシャル・トレイラーが公開された。
本作は『リズム・セクション』と同じ週に封切られ、公開初週末に800万ドル前後を稼ぎ出すと予想されていたが、実際の数字はそれを下回るものとなった。2020年1月31日、本作は全米3007館で公開され、公開初週末に615万ドルを稼ぎ出し、週末興行収入ランキング初登場4位となった。

## 評価
本作は批評家から好意的に評価されている。映画批評集積サイトのRotten Tomatoesには81件のレビューがあり、批評家支持率は63%、平均点は10点満点で6.37点となっている。サイト側による批評家の見解の要約は「『グレーテル&ヘンゼル』のストーリー展開はややパッとしない。しかし、同作の豊かなヴィジュアルは観客を満足させる出来である。」となっている。また、Metacriticには17件のレビューがあり、加重平均値は64/100となっている。なお、本作のCinemaScoreはC-となっている。